# Operador cerrado
En matemáticas y específicamente en análisis funcional, los operadores lineales cerrados son un importante tipo de operadores lineales en los espacios de Banach. Son los más generales de los operadores acotados y, por tanto, no es necesario que la función sea continua, pero conserva suficientes buenas propiedades que pueden definir el espectro y partiendo de algún supuesto, el cálculo funcional para tales operadores. Muchos operadores lineales importantes no son acotados ni cerrados, tales como la derivada y ¿sus clases de operadores diferenciales?
Sea {\displaystyle B} un espacios de Banach. Un  operador lineal
{\displaystyle A\colon {\mathcal {D}}(A)\subset B\to B}
es cerrado si para cada sucesión {\displaystyle \{x_{n}\}_{n\in \mathbb {N} }} en {\displaystyle {\mathcal {D}}(A)} que converge a  {\displaystyle x\in B} tal que {\displaystyle Ax_{n}\to y\in B} cuando {\displaystyle n\to \infty } se tiene que {\displaystyle x\in {\mathcal {D}}(A)} y {\displaystyle Ax=y.} Equivalentemente, {\displaystyle A} es cerrada si su gráfico es cerrado en la suma directa suma directa {\displaystyle B\oplus B.}
Dado un operador lineal {\displaystyle A}, no necesariamente cerrado, si la clausura de su gráfico es cerrado en {\displaystyle B\oplus B} para a ser la gráfica de algún operador, tal operador se llamado clausura de {\displaystyle A}, y decimos que {\displaystyle A} is clausurable. Denotamos la clausura de {\displaystyle A} por {\displaystyle {\overline {A}}.} Se sigue que {\displaystyle A} es la restricción de {\displaystyle {\overline {A}}} a {\displaystyle {\mathcal {D}}(A).}
A core of a closable operator is a subset {\displaystyle {\mathcal {C}}} of {\displaystyle {\mathcal {D}}(A)} such that the closure of the restriction of {\displaystyle A} to {\displaystyle {\mathcal {C}}} is {\displaystyle {\overline {A}}.}
Las siguientes propiedades se pueden probar fácilmente: 
1. Cualquier operador linear cerrado definido en todo {\displaystyle B} es acotado. Este es el Teorema del grafo cerrado;
2. Si {\displaystyle A} es cerrado entonces {\displaystyle A-\lambda I} es cerrado, donde {\displaystyle \lambda } es un escalar e {\displaystyle I} es la función identidad;
3. Si {\displaystyle A} es cerrado e inyectiva, entonces su inversa {\displaystyle A^{-1}} es también cerrada;
4. Un operador {\displaystyle A} admite su clausura si y sólo si para cada par de sucesiones {\displaystyle \{x_{n}\}} y {\displaystyle \{y_{n}\}} en {\displaystyle {\mathcal {D}}(A)} convergentes a {\displaystyle x} e {\displaystyle y}, respectivamente, tales que {\displaystyle \{Ax_{n}\}} y {\displaystyle \{Ay_{n}\}} convergen, se cumple que {\displaystyle \lim _{n}Ax_{n}=\lim _{n}Ay_{n}} si {\displaystyle x=y}.

Como ejemplo, consideramos el operador derivada
{\displaystyle Af=f'\,}
cuando el espacio de Banach B es el espacio C[a, b] para todas las funciones continuas en el intervalo [a, b]. Si uno toma su dominio {\displaystyle {\mathcal {D}}(A)} como el conjunto más grande posible, esto es, {\displaystyle {\mathcal {D}}(A)=C^{1}[a,b],} entonces A es un operador cerrado, el cual no es acotado. 
Si consideramos {\displaystyle {\mathcal {D}}(A)} to be en vez del conjunto de todas las funciones con derivadas de todos los órdenes, A no será cerrada, pero si clausurable, con la clausura proveniente de su extensión maximal definida sobre {\displaystyle C^{1}[a,b].}
Closed operator en PlanetMath.
- Datos: Q320370